# Arp (Texas)
Arp és una població dels Estats Units a l'estat de Texas. Segons el cens del 2006 tenia 1.040 habitants.

## Demografia
Segons el cens del 2000, Arp tenia 901 habitants, 361 habitatges, i 259 famílies. La densitat de població era de 142 habitants/km².
Dels 361 habitatges en un 32,1% hi vivien nens de menys de 18 anys, en un 59,3% hi vivien parelles casades, en un 8,6% dones solteres, i en un 28% no eren unitats familiars. En el 26,3% dels habitatges hi vivien persones soles el 13,3% de les quals corresponia a persones de 65 anys o més que vivien soles. El nombre mitjà de persones vivint en cada habitatge era de 2,5 i el nombre mitjà de persones que vivien en cada família era de 2,97.
Per edats la població es repartia de la següent manera: un 25,2% tenia menys de 18 anys, un 8,7% entre 18 i 24, un 27,3% entre 25 i 44, un 24% de 45 a 60 i un 14,9% 65 anys o més.
L'edat mediana era de 37 anys. Per cada 100 dones de 18 o més anys hi havia 89,3 homes.
La renda mediana per habitatge era de 33.750 $ i la renda mediana per família de 38.807 $. Els homes tenien una renda mediana de 27.443 $ mentre que les dones 22.202 $. La renda per capita de la població era de 16.619 $. Aproximadament el 4,2% de les famílies i el 4,9% de la població estaven per davall del llindar de pobresa.

## Poblacions més properes
El següent diagrama mostra les poblacions més properes.